# Conoblemmus psammophilus
Conoblemmus psammophilus är en insektsart som beskrevs av Andrej Vasiljevitj Gorochov 2001. Conoblemmus psammophilus ingår i släktet Conoblemmus och familjen syrsor. Inga underarter finns listade i Catalogue of Life.